# Orange Riots

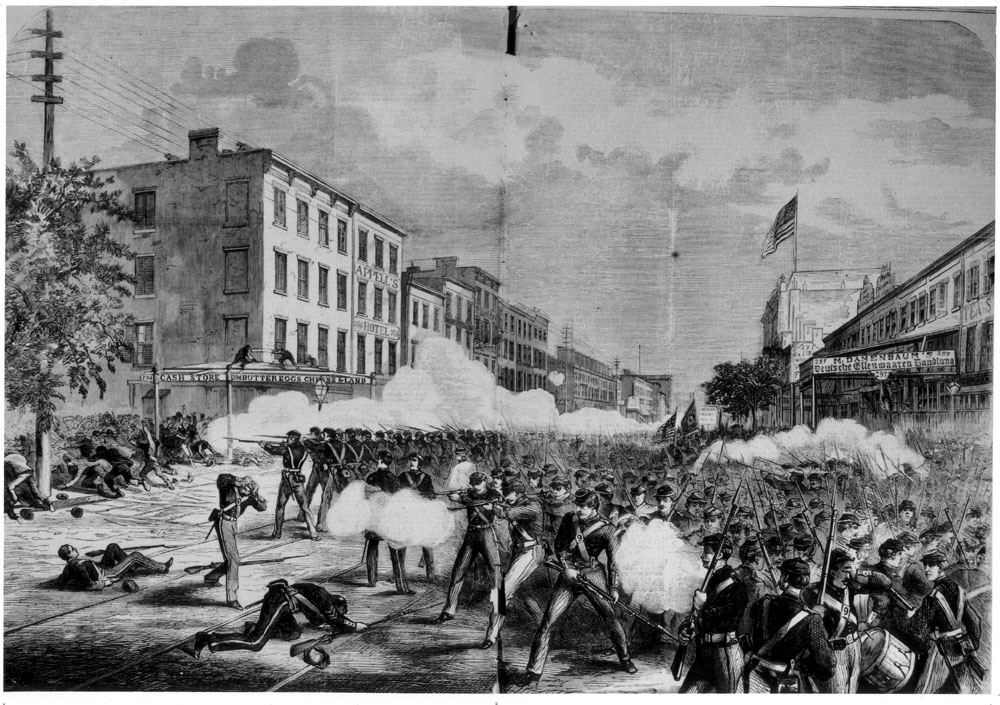
Die Unruhen von 1871, dargestellt in Frank Leslie's Illustrated Newspaper. Die Ansicht zeigt Soldaten, die in die Menge auf der östlichen Seite der Eighth Avenue, nahe der 24th Street, feuern.

Die Orange Riots waren zwei gewalttätige Unruhen im New Yorker Stadtbezirk Manhattan in den Jahren 1870 und 1871. Es handelte sich um Auseinandersetzungen zwischen irischen Protestanten des Oranier-Ordens und irischen Katholiken. Als die Katholiken 1871 den Marsch des Oranier-Ordens attackierten, schossen Truppen der Nationalgarde, die den Marsch schützend begleiten sollten, in die Menge. Über 60 Menschen wurden getötet. Die Unruhen lösten eine Kampagne gegen die Parteiorganisation der Demokraten unter William Tweed aus, die zur Zerschlagung des sogenannten „Tweed Rings“ führte.

## Unruhen 1870

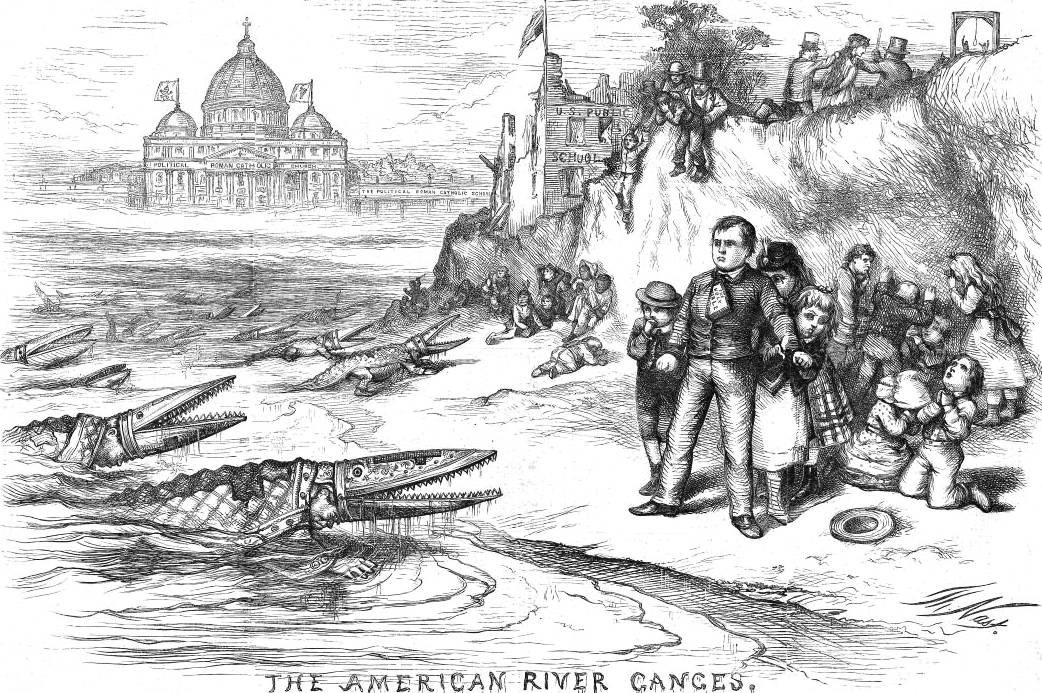
Eine Karikatur Thomas Nasts zeigt Krokodile im Ornat katholischer Bischöfe an der amerikanischen Küste. Darin spiegelt sich die Furcht, die politische Macht der Katholiken könnte die republikanischen Freiheiten bedrohen.

Am 12. Juli 1870, dem Orangemens Day, wurde in Manhattan ein Umzug irischer Protestanten veranstaltet, welcher den Sieg von Wilhelm III. – dem König von England und Prinz des Hauses Oranien – über den Katholiken Jakob II. in der Schlacht am Boyne feierte. Die Marschroute war von der Eighth Avenue  zum Elm Park in der 92nd Street festgelegt worden.
Als die Marschteilnehmer die katholisch-irischen Einwohner von Hell’s Kitchen verspotteten, bildete sich ein Mob, der dem Umzug folgte und die Beleidigungen erwiderte. Am Park schlossen sich dem bereits 200 Menschen umfassenden Mob weitere 300 irische Arbeiter an. Es erfolgte ein gemeinsamer Angriff auf die protestantischen Teilnehmer des Umzugs. Die Polizei schritt ein, um den Kampf zu beenden. Bei den Unruhen wurden acht Menschen getötet.

## Vorgeschichte der Unruhen 1871
Im folgenden Jahr bat der Oranier-Orden die Polizei um Erlaubnis, erneut marschieren zu dürfen. Der Police Commissioner James J. Kelso untersagte dies jedoch, da er erneute Gewaltausbrüche befürchtete. Unterstützt wurde er dabei von William Tweed, dem Anführer der Tammany Hall, der Parteimaschine der Demokratischen Partei, welche Stadt und Bundesstaat kontrollierte. Während der katholische Erzbischof John McCloskey dem zustimmte, kritisierten Protestanten die Entscheidung. Gleiches taten die New York Times und der New York Herald in Leitartikeln. Es kam zu einer Petition von Geschäftsleuten an der Wall Street und Thomas Nast veröffentlichte im Harper’s Weekly einen Cartoon zum Thema. Nicht nur das Demonstrationsverbot erweckte den Eindruck, dass dadurch das Verhalten des katholischen Mobs honoriert werden würde; es gab auch zunehmende Stimmen, welche vor der wachsenden politischen Macht der irischen Katholiken und der zunehmenden Sichtbarkeit des linksgerichteten irischen Nationalismus in der Stadt warnten sowie die Furcht vor einem Umsturz wie der Pariser Kommune.
Dieser Druck – zusammen mit bereits bestehender allgemeinen Kritik an Tweeds Regime – brachte die Organisation Tammany Hall dazu, ihren Kurs zu ändern und den Umzug zu erlauben. Dadurch zeigte sie, dass sie in der Lage war, die irischen Einwanderer zu kontrollieren, welche einen bedeutenden Teil ihrer Wählerschaft ausmachten. Der der Organisation Tammany Hall angehördende Gouverneur John T. Hoffman hob das Demonstrationsverbot auf und ordnete an, dass der Umzug von Einheiten der New Yorker Polizei und der Nationalgarde geschützt werden sollte, darunter auch Kavallerieeinheiten.

## Unruhen 1871

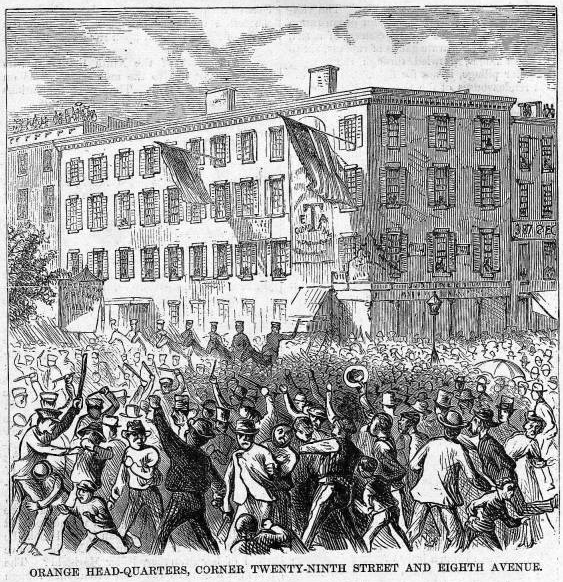
Lamartine Hall, an der Ecke der 8th Avenue und der 29th Street

Am 12. Juli fand der Umzug unter massiven Polizeischutz statt. Insgesamt schützten 1.500 Polizeibeamte und fünf Regimenter der Nationalgarde mit über 5.000 Soldaten die Parade. Der Umzug startete um 13:30 am Hauptquartier der Oranier, der Lamartine Hall an der Eighth Avenue und der 29th Street.  Die 21st bis zur 33rd Street waren menschenvoll, die meisten katholisch und Arbeiter. Beide Seiten der Avenue waren abgeriegelt. Die Polizei und die Nationalgarde erschienen und die wenigen Oranier begannen ihre Parade um 14:00 Uhr, flankiert von Soldaten.
Fast augenblicklich wurden der Zug durch die Menschenmenge mit Steinen, Ziegeln, Flaschen und Schuhen beworfen. Als die Nationalgardisten daraufhin mit Musketenfeuer reagierten, wurde dies mit Pistolenschüssen erwidert. Die Polizei versuchte, die Fortsetzung der Parade durch das Zurückdrängen der Menge mithilfe des Einsatzes von Schlagstöcken zu ermöglichen. Der Umzug geriet erneut unter Blockade und wurde wieder mit Wurfgeschossen angegriffen, was die Soldaten erneut zum Schießen veranlasste. Der Andrang des Mobs stoppte den Umzug, so dass die Polizei mit ihren Schlagstöcken und die Nationalgarde mit ihren Bajonetten gegen den Mob vorging. Derweil ging ein Hagel von Steinen und Küchengeschirr auf die Sicherheitskräfte von den umliegenden Dächern nieder. Letztendlich feuerten die Soldaten – ohne entsprechenden Befehl – in die Menge und die Polizei schloss sich mit berittenen Einheiten an. Der Umzug marschierte zur 23rd Street, wo er links in die Fifth Avenue abbog und von der dortigen Menschenmenge unterstützt wurde. Der Umzug ging weiter über den Unterhaltungsbezirk an der 14th Street bis zur Cooper Union, wo er sich auflöste.
Die Unruhen hatten den Tod von 60 Zivilisten – zumeist irische Arbeiter – und drei Nationalgardisten zur Folge. Mehr als 150 wurden verwundet, darunter 22 Gardisten und mehr als 20 Polizisten, die von geworfenen Gegenständen verletzt wurden. Mehr als 100 Personen wurden festgenommen.
Am folgenden Tag bekundeten 20.000 Menschen ihren Respekt gegenüber den Getöteten vor dem Leichenhaus des Bellevue Hospital. Beerdingungsumzüge machten sich auf den Weg zum Calvary Cemetery in Queens. In Brooklyn wurde Gouverneur Hoffman von irischen Katholiken in effigie gehängt und die Unruhen wurden folgend als „Metzelei an der Eighth Avenue“ bezeichnet.

## Auswirkungen
Die Tammany Hall hatte den Umzug gestattet, um ihre politische Macht zu sichern. Von den Auswirkungen konnte sie aber nicht profitieren. Im Gegenteil war sie wachsender Kritik seitens der Zeitungen und der Stadtelite ausgesetzt. Tweed wurde kurz darauf abgesetzt.

“One of the reasons many in the upper and middle classes had grudingly acquiesced in Tammany's hold on power was its presumed ability to maintain political stability. That saving grace was gone: Tweed could not keep the Irish in line. The time had come, said Congregationalist minister Merrill Richardson from the pulpit of his fashionable Madison Avenue church, to take back New York City, for if ‘the higher classes will not govern, the lower classes will’.”

„Einer der Gründe, warum viele aus der Ober- und Mittelschicht die Herrschaft von Tammany zähneknirschend akzeptiert hatten, war dessen zugeschriebene Fähigkeit, für politische Stabilität zu sorgen. Diese Rettung war verschwunden: Tweed konnte die Iren nicht unter Kontrolle halten. Die Zeit sei gekommen, sagte der kongregationalistische Pfarrer Merrill Richardson von der Kanzel seiner schicken Kirche in der Madison Avenue aus, sich New York City zurückzuholen, denn ‚wenn die höheren Klassen nicht regieren, würden es die unteren Klassen tun‘.“

Der Banker Henry Smith sagte der New York Tribune dazu, dass „so eine Lektion alle paar Jahre“ nötig sei. Wenn 1.000 Störer getötet würden, hätte es den Effekt, dass der komplette Rest eingeschüchtert werde.